# Édouard Vallet
Pour les articles homonymes, voir Vallet.
 (août 2025).
Édouard Vallet né le 12 janvier 1876 à Genève et mort le 1er mai 1929 à Cressy est un peintre, graveur et dessinateur suisse.

## Biographie

La Servante valaisanne (1911), musée des Beaux-Arts du Locle.

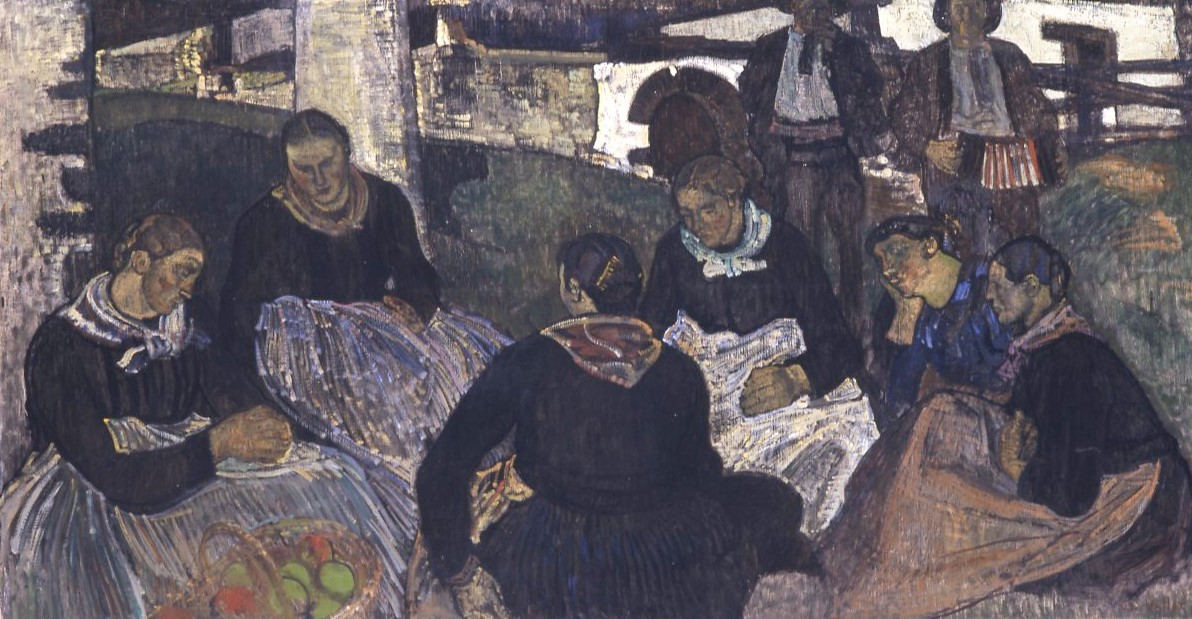
Dimanche en Valais (Les filles le dimanche II) (1919), musée des Beaux-Arts de La Chaux-de-Fonds.

Né dans une famille de commerçants français, Édouard Vallet visite plusieurs internats français avant de revenir en Suisse en 1892 quand il commence une apprentissage chez un sculpteur d'ornements.
Il prend des cours de xylographie d’Alfred Martin à l’École des arts industriels où il a pour condisciples Jules Fontanez et Henry-Claudius Forestier.
En 1900, il obtient une  mention honorable à l’Exposition universelle de Paris.
Les années de 1908 à 1927 sont marquées de longs séjours en Valais, dans les communes de Savièse, Ayent, Hérémence, Vercorin et Sion.
En 1911, il épouse en premières noces l'artiste peintre Marguerite Gilliard (1888-1918), fille du peintre Eugène Gilliard. Elle meurt à Neuchâtel à la suite de l'accouchement de leur seconde fille.
De 1912-1929, son œuvre connaît le succès dans des expositions à Genève, en Suisse alémanique et en Allemagne du Sud.
En 1920, il épouse en secondes noces la Valaisanne Marie Jollien (1886-1951), mère d'un fils de sept ans, avec laquelle il a une fille en 1922.
Le 1er mai 1929, il meurt d'une maladie infectieuse et est inhumé au cimetière de Confignon.

## Œuvre
L'œuvre de Vallet s'inscrit dans la lignée de celles de Ferdinand Hodler, Ernest Biéler, Max Buri, Giovanni Giacometti et Giovanni Segantini comme peintre de l'Art nouveau.
Rattaché à l'école de Savièse, ses tableaux comprennent des motifs de la vie rurale dans les montagnes du Valais.

## Collections publiques
- La Chaux-de-Fonds, musée des Beaux-Arts.
- Le Locle, musée des Beaux-Arts.
- Lucerne, musée des Beaux-Arts.
- Sion, musée d'Art du Valais.

## Expositions
- Genève, Musée Rath, « Musée de l'Athénée, 1957, Cent ans de peinture genevoise », à l'occasion du centenaire de la Société des amis des beaux-arts[2].
- Fondation Pierre Gianadda Martigny, de novembre 2006 à mars 2007.
- Musée d'Art du Valais, Ancien pénitencier, Sion, « Édouard Vallet : dessins », du 6 octobre 2012 au 6 janvier 2013.
- Kunstmuseum Solothurn, « Édouard Vallet. Zeichnungen », du 16 mars au 9 juin 2013.
- Espace Vallet, Vercorin, « Édouard et Marguerite Vallet. La peinture en partage », du 16 juin au 15 septembre 2013.
- Villa dei Cedri, Bellinzone, « Édouard Vallet. Disegni », du 31 août au 3 novembre 2013.
- Espace Vallet, Vercorin, « Présences. Édouard Vallet et Vercorin. Avec le regard d'Éric Philippoz », du 12 juillet au 13 septembre 2015.